# Avenue du Général-Ferrié
L'avenue du Général-Ferrié est une voie du 7e arrondissement de Paris, en France.

## Situation et accès
L'avenue du Général-Ferrié est une voie publique piétonne située sur le Champ-de-Mars, dans le 7e arrondissement de Paris. Elle débute  allée Adrienne-Lecouvreur et se termine allée Thomy-Thierry.

## Origine du nom
Elle porte le nom du général Gustave Ferrié (1868-1932), ingénieur et pionnier de la radiodiffusion.

## Historique
La voie prend sa dénomination actuelle en 1932.